# Arauzo de Salce
Pour les articles homonymes, voir Salce (homonymie).
Arauzo de Salce est une commune d'Espagne dans la communauté autonome de Castille-et-León, province de Burgos. Elle s'étend sur 18,5 km2 et comptait environ 69 habitants en 2011.